# Plagideicta solidata
Plagideicta solidata är en fjärilsart som beskrevs av W. Warren 1914. Plagideicta solidata ingår i släktet Plagideicta och familjen nattflyn. Inga underarter finns listade i Catalogue of Life.